# Nikolaus von Diesbach
 (janvier 2024).
Nikolaus Joseph Albert von Diesbach est un jésuite, missionnaire et écrivain suisse né à Berne le 15 février 1732, et mort le 22 décembre 1798.

## Biographie
Nikolaus von Diesbach naquit à Berne le 15 février 1732, d'une ancienne famille noble qui, ayant servi la maison impériale de Suabe, suivit Barberousse dans son passage en Suisse, obtint des terres de ce prince et s'établit dans ce pays, vers la fin du XIIe siècle.
Il était capitaine dans un régiment d'infanterie suisse au service du roi de Sardaigne Charles Emmanuel III lorsqu'il abjura le calvinisme et se convertit au catholicisme (1754). Son changement ayant été connu, on le renvoya du régiment et on confisqua son patrimoine. Le roi de Sardaigne donna à Diesbach une compagnie dans un de ses régiments italiens, et le jeune officier épousa la fille du consul d'Espagne à Nice. ll en eut une fille, qui depuis se fit religieuse.
Pour lui, ayant perdu sa femme, il quitta le service, entra le 19 octobre 1759 au noviciat des Jésuites de Gênes, fut ordonné prêtre en septembre 1764 et se distingua comme prédicateur de missions en Suisse et en Piémont. Après la suppression de la Compagnie de Jésus (1773), Diesbach continua ses missions, ses retraites, et exerça ce ministère à Vienne, a Milan. à Fribourg, et surtout à Turin. Il mourut à Vienne a la fin de l'été de 1798, âgé de 66 ans.
Diesbach se signala par sa lutte contre contre le parti philosophique et le joséphisme auquel il contribua à opposer une élite de catholiques éclairés et zélés. Dans ce but, il conçut et organisa deux sociétés secrètes, liées avec les célèbres Assemblées des amis françaises. il eut une influence prépondérante sur le rédemptoriste autrichien Clément-Marie Hofbauer.

## Œuvres
- Le chrétien catholique inviolablement attaché à sa religion par la considération de quelques-unes des preuves (les miracles) qui en établissent la certitude, Turin, 1771, 3 vol. (Il cristiano cattolico..., Turin, 1778, 1 vol., et Milan, 1823, 2 vol.), réimprimé par Jacques-Paul Migne dans ses Démonstrations évangéliques (t. 13, Petit-Montrouge, 1843, col. 9-192) et, moins les premiers et les derniers chapitres, par la Société des bons livres, Paris, 1826 ;
- La voix du zèle, Turin, 1774 ;
- Le solitaire chrétien et catholique, Fribourg (Suisse), 1778, 2 vol. ;
- La piété forte, trad. italienne, Lausanne, 1777, 3 vol.

Les ouvrages de Diesbach, écrits en français et traduits en italien par Giandomenico Giulio, ont un caractère plus doctrinal que directement spirituel.